# Digium
Компания Digium Inc. — разработчик платформы IP-телефонии Asterisk, производитель плат интерфейсов компьютерной телефонии, совместимых с данной платформой. Компания основана Марком Спенсером, который занимает в компании пост CTO. Компания регулярно, дважды в год, организует конференцию Astricon, в которой принимает участие большое количество разработчиков и пользователей Asterisk. На осенней конференции Astricon в 2007 году было объявлено о приобретении компании Switchvox, занимающейся разработкой IP-PBX, основанной на Asterisk.  В августе 2018 компания Sangoma Technologies, производящая оборудование для IP-телефонии, объявила о покупке компании Digium. Сумма сделки составила 28 млн долларов. Ранее в руки Sangoma перешёл проект FreePBX, в рамках которого велась разработка интерфейса для управления Asterisk и готовый дистрибутив для быстрого развёртывания VoIP-систем.
Sangoma продолжит развитие Asterisk в виде открытого проекта и будет поддерживать сложившееся сообщество. Компания также намерена инвестировать дополнительные ресурсы в разработку Asterisk и поддерживать независимых участников проекта. 

## Продукция
Первоначально компания ориентировалась на выпуск компьютерных плат для соединения и разработку проектов с открытым кодом. Сейчас Digium ориентируется также на предоставление услуг конечным заказчикам:
- Проекты с открытым кодом: Asterisk, AsteriskNOW Архивная копия от 25 июня 2021 на Wayback Machine
- Платы для подключения аналоговых и цифровых телефонных линий (FXO, FXS, ISDN PRI, ISDN BRI).
- Asterisk Business Edition™
- Asterisk Appliance™
- Консалтинг
- Техническая поддержка
- Разработка программного обеспечения на заказ

## Официальные представительства в России
Официальный дистрибьютор в России — компания АТС Дизайн.

## Интервью
- Интервью Кевина Флеминга на конференции Profoss